# Vodní nádrž Mohelno
Vodní nádrž Mohelno je součástí vodního díla Dalešice, které leží na řece Jihlavě asi 30 km jihovýchodně od Třebíče a slouží jako spodní vyrovnávací nádrž. Do provozu byla uvedena v roce 1977. Nádrží byl zatopen například bývalý Dukovanský mlýn, který se nacházel nedaleko dnešní hráze. 

## Hráz

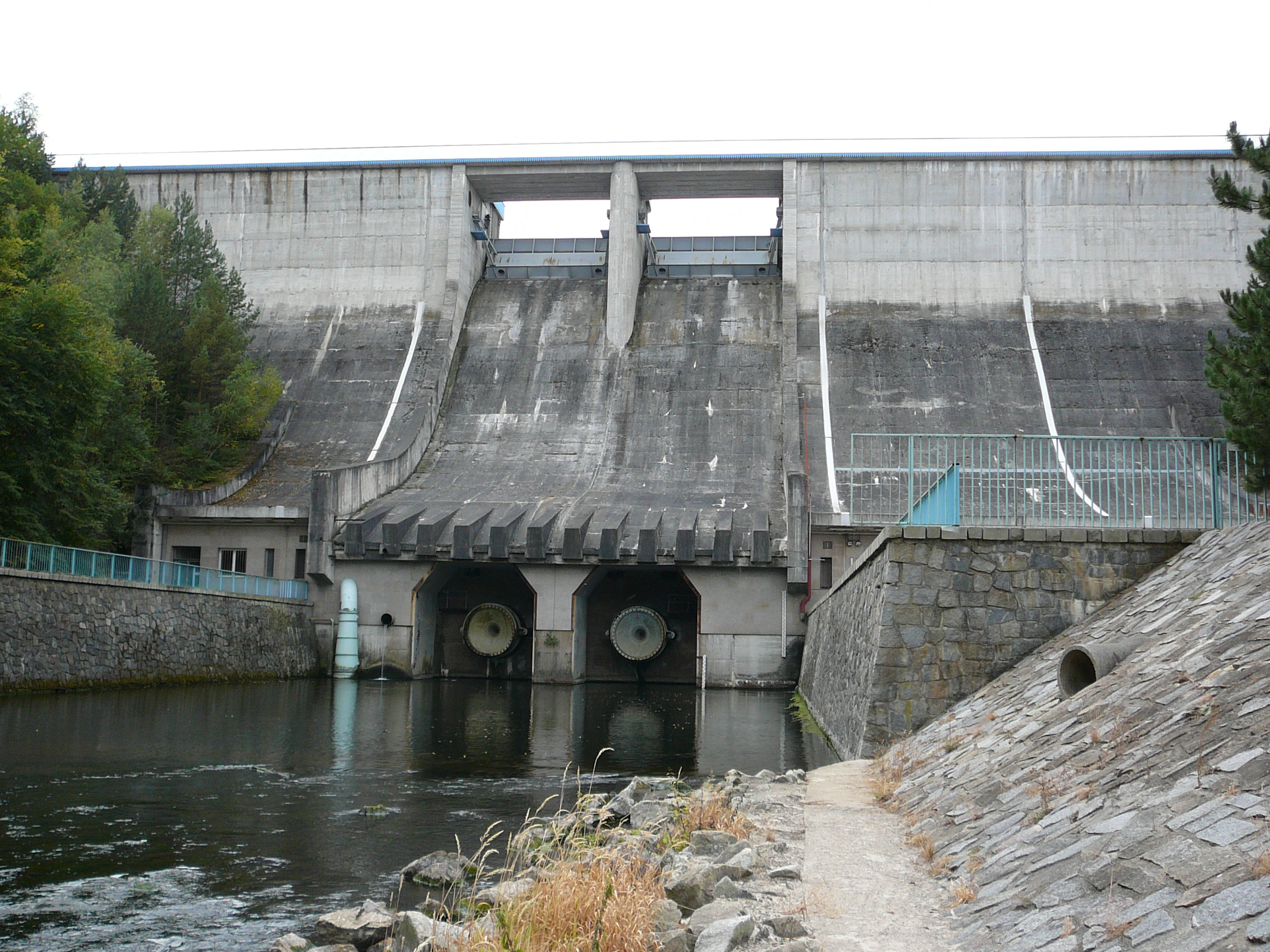
Těleso hráze s dolními výpustmi

Délka hráze v koruně je 185,0 m, šířka 7,75 m, v základové spáře 32 m a výška hráze nade dnem je 38,65 m. Na postavení tělesa hráze bylo třeba 89 400 m³ betonu. Přehradní gravitační betonová hráz vytváří 7 km dlouhé jezero.

## Využití

### Přečerpávací vodní elektrárna
Společně s horní vodní nádrží Dalešice tvoří energetický komplex přečerpávací vodní elektrárny (PVE) Dalešice s výkonem 4×120 MW, která se nachází pod hrází nádrže Dalešice. 

### Průtočná vodní elektrárna
Přímo v hrázi vodní nádrže je umístěna průtočná vodní elektrárna. Slouží v případě výpadku dodávky elektřiny jako zdroj energie pro spuštění PVE Dalešice a následně jaderné elektrárny Dukovany.

### Ochrana přírody
V těsné blízkosti nádrže se nachází národní přírodní rezervace Mohelenská hadcová step. Pod přehradou se nachází pstruhové pásmo a žijí zde chránění raci.

### Rybolov
Jedná se o rybářský revír Jihlava 6.